# Ametralladora ligera Tipo 73
La Tipo 73 es una ametralladora ligera diseñada y fabricada por el Primer Buró Industrial de Maquinarias de Corea del Norte para el Ejército Popular de Corea.

## Historia

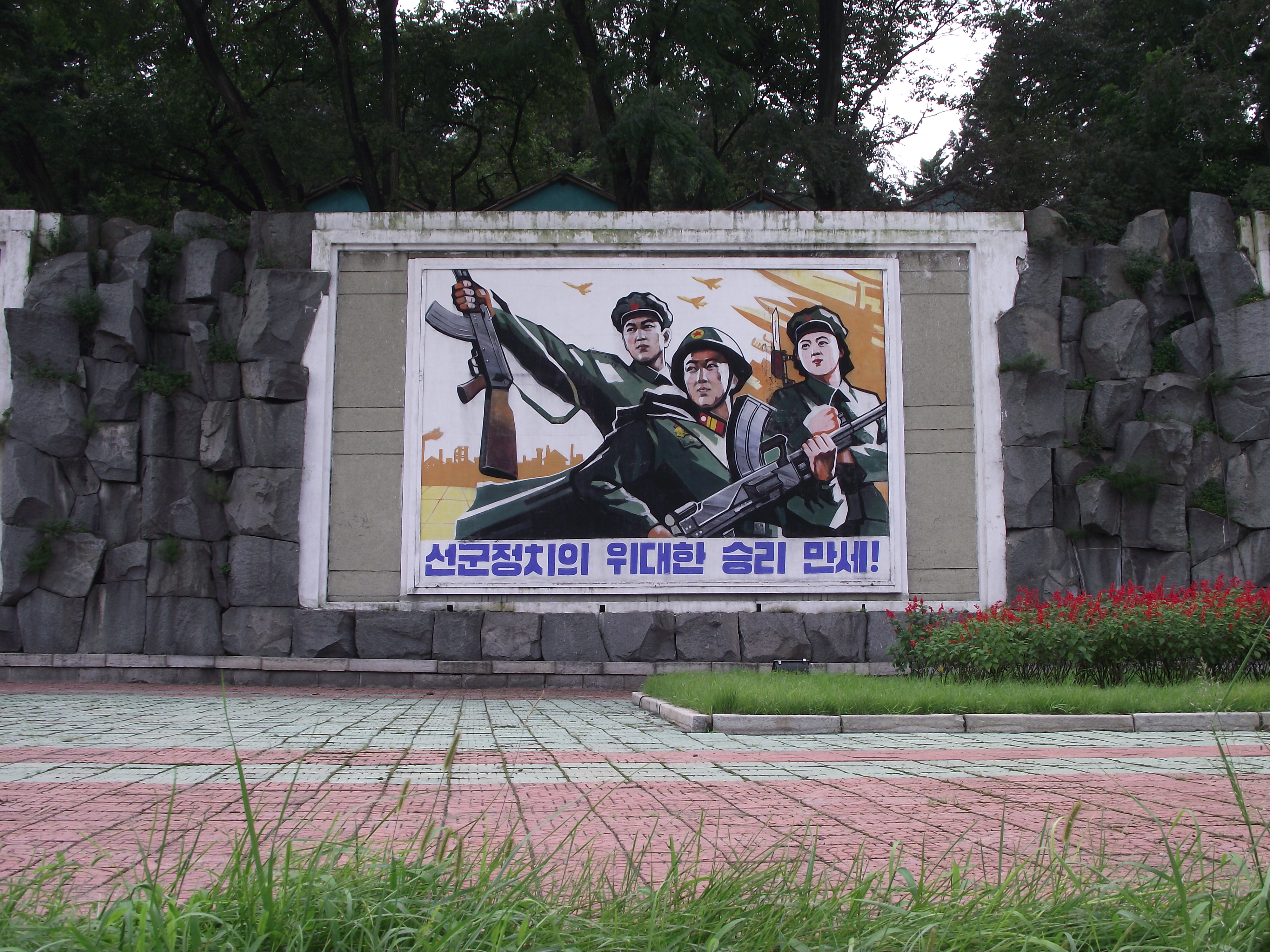
Mural de propaganda del Songun (primero el Ejército) en Pionyang, en el que el soldado que esta adelante porta una Tipo 73.

La Tipo 73 está basada en un diseño soviético de la década de 1960, muy probablemente la ametralladora PK, aunque se desconoce la fecha del inicio de su producción en Corea del Norte. Se reportó haber visto esta ametralladora en la Zona desmilitarizada de Corea en 2002, cuando un equipo de la Comisión de Armisticio del Mando Militar de las Naciones Unidas narró a los medios de comunicación que los soldados norcoreanos habían emplazado varias ametralladoras Tipo 73 en posiciones desde 100 a 400 m al norte de la línea de demarcación. Se reportó que las armas eran diariamente retiradas al anochecer.
Debido a la política de secretismo del gobierno norcoreano, es difícil obtener información sobre esta ametralladora. Corea del Sur obtuvo un ejemplar. Aparentemente los militares norcoreanos no estaban satisfechos con el arma, por lo que hacia 1982 desarrollaron la ametralladora Tipo 82, que es una copia de la PKM. Esta parece haber reemplazado a la Tipo 73 en servicio de primera línea, ya que se ha visto pocas veces en uso desde inicios de la década de 1980, aunque es posible que haya sido guardada en reserva o destinada a las milicias. Muchas fueron suministradas a Irán dirante la Guerra Irán-Irak y algunas de estas han sido a su vez suministradas a los grupos apoyados por Irán que actualmente se enfrentan al Estado Islámico. Desde mediados de 2015, las ametralladoras Tipo 73 o copias iraníes alimentadas mediante cinta han sido vistas en manos de las milicias apoyadas por Irán, como las Fuerzas de Movilización Popular, así como en otras facciones, como las Brigadas Cristianas de Babilonia. A inicios de 2016, estaban siendo empleadas en Siria y por parte de los rebeldes Houthis en Yemen.

## Diseño
Su diseño está muy influenciado por el de la ametralladora soviética PK de la década de 1960. Sin embargo, la Tipo 73 tiene ciertas modificaciones locales, inclusive un sistema doble de alimentación mediante cargador/cinta, modelado según el de la Lk vz. 52 checoslovaca, así como bocachas apagallamas desmontables. Puede emplear la misma cinta de balas que la PKM. Una característica inusual es un accesorio especial para el cañón que le permite lanzar granadas de fusil.
Se cree que el papel del arma en combate es el de una ametralladora ligera. Sin embargo, dispara el cartucho 7,62 x 54 R y no el 7,62 x 39 empleado por el Tipo 58, el fusil de asalto estándar norcoreano. Esto es inusual, ya que las ametralladoras ligeras de la mayoría de ejércitos utilizan la misma munición que los fusiles, por lo que todos los miembros de una unidad pueden compartir municiones y solamente se necesita suministrar un solo tipo. Un cartucho más grande es la característica de una ametralladora de propósito general. Aunque tales armas son usualmente alimentadas mediante cinta y no usan un cargador.

## Usuarios
- Corea del Norte[9]
- Irak: Fuerzas de Movilización Popular[11]
- Irán[8]
- Siria: Ejército Árabe Sirio[11]
- Yemen (Houthis)[2][11]

### Entidades no estatales
- Milicias proiraníes[8]